# André Alles
André Alles (Tienen, 5 maart 1952) is een Belgisch liberaal politicus voor de PVV en diens opvolgers VLD en Open Vld.

## Levensloop
Hij werd een eerste maal verkozen bij de gemeenteraadsverkiezingen van 1982. Na de gemeenteraadsverkiezingen van 1988 werd hij aangesteld als schepen te Kortenaken, een functie die hij onafgebroken uitoefende tot 2006. Na het overlijden van partijgenoot Leon Schots in 1991 werd hij aangesteld als waarnemend burgemeester van de gemeente. Hij werd in deze hoedanigheid in 1992 opgevolgd door partijgenoot Jos Debacker.
Na de gemeenteraadsverkiezingen van 2012 werd hij aangesteld als burgemeester in opvolging van CD&V-er Stefaan Devos. Hij vormde een coalitie met de Vlaams-nationalistische N-VA. In januari 2016 werd hij als burgemeester opgevolgd door partijgenoot Patrick Vandijck.